# Tolisa (rijeka)
Tolisa je rijeka u Bosni i Hercegovini, desna pritoka Save. Duga je 56,2 kilometara. Izvire na obroncima Trebave na nadmorskoj visini od 440 metara, a ulijeva se u Savu između Tolise i Domaljevca. Nadmorska visina ušća je 81 metar. Na cijelom toku Tolise su izraženi meandri.